# Larisa Yurkiw
Larisa Yurkiw, kanadska alpska smučarka, * 30. marec 1988, Wiarton, Ontario, Kanada.
Nastopila je na Olimpijskih igrah 2014, kjer je osvojila dvajseto mesto v smuku. V treh nastopih na svetovnih prvenstvih je najboljšo uvrstitev dosegla leta 2015 s štirinajstim mestom v isti disciplini. V svetovnem pokalu je tekmovala deset sezon med letoma 2007 in 2016 ter dosegla štiri uvrstitve na stopničke v smuku. V skupnem seštevku svetovnega pokala je bila najvišje na 22. mestu leta 2016, ko je bila tudi tretja v smukaškem seštevku.